# Emanuel Ondříček

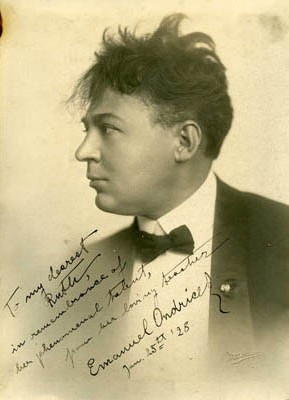
Emanuel Ondříček

Emanuel Ondříček (Pseudonym: Floris; * 6. Dezember 1880 in Pilsen; † 30. Dezember 1958 in Boston) war ein tschechischer Geiger, Musikpädagoge und Komponist.
Ondříček war der Sohn des Kapellmeisters und Geigers Jan Ondříček und wurde wie seine Brüder František und Stanislav als Geiger bekannt. Er erhielt den ersten Violinunterricht von seinem Vater und studierte am Prager Konservatorium bei Otakar Ševčík. Seine ersten Erfolge als Geiger hatte er in Russland und den Balkanländern, später trat er auch in Wien, Budapest, Berlin und London – dort schon unter dem Namen Floris – auf.
Ab 1910 lebte er in Amerika, wo er 1912 nach einem Nervenzusammenbruch seine Laufbahn als Violinvirtuose beendete. Er gründete in Boston The Ondricek’s Studios of Violin Art und eine weitere Violinschule in New York, an der neben seinen Schwestern Marie und Augusta Ondříčková auch seine Schwäger Karel Leitner und Bedřich Váška unterrichteten. Ab 1956 leitete er zudem den Violinunterricht an der School of fine and applied arts der Boston University.
Ondříček komponierte ein Streichquartett (1924) sowie einige weitere Werke und Arrangements für Violine und verfasste 1931 die musikpädagogische Schrift The Mastery of Tone Production and Expression on the Violin.